# Faisan de Sumatra
Lophura hoogerwerfi
Espèce
Le Faisan de Sumatra (Lophura hoogerwerfi) est une espèce d'oiseaux de la famille des Phasianidae. Elle était et est encore parfois considérée comme une sous-espèce du Faisan de Salvadori (L. inornata). Sa dénomination spécifique commémore l'ornithologue néerlandais Andries Hoogerwerf.

## Description
Le Faisan de Sumatra est confiné au parc national Leuser dans le nord de Sumatra. La description de cette forme ne reposait que sur l’existence des peaux de deux femelles collectées en 1937 et 1939. Depuis cette époque, aucun autre spécimen n’avait été observé jusqu’au début 1999 quand Resit Sözer trouva trois couples vivants sur un marché du nord de Sumatra (Garson 1999). D’après les chasseurs, ils provenaient du parc national de Gubung-Leuser. Quatre des oiseaux moururent et leurs peaux sont conservées au musée zoologique de Bogor à Java. Un couple, toujours vivant, est gardé en volière à Sukabumi à Java. Le mâle a pu être décrit d’après ces oiseaux. Il ne diffère pas morphologiquement du Faisan de Salvadori (Lophura inornata). La femelle se distingue de celle d’inornata par l’absence de couleur brun-roux. Elle est brune, vermiculée de noir avec la gorge blanchâtre, la couleur rousse n’apparaissant que sur le bas du dos, le croupion et les flancs.

## Répartition
Cet oiseau est endémique du nord-ouest de Sumatra.